# Linnæa (slægt)
Linnæa (Linnaea) er en lille planteslægt med kun én art. Beskrivelsen af slægtens kendetegn er derfor sammenfaldende med artsbeskrivelsen.
| Art |

- Linnæa (art) (Linnaea borealis) – Nordisk Linnæa